# Friedrich Danielis
Friedrich Danielis (* 20. November 1944 in Bad Reichenhall; † 16. Juli 2021 in Wien) war ein Maler und Schriftsteller, der in Österreich lebte.

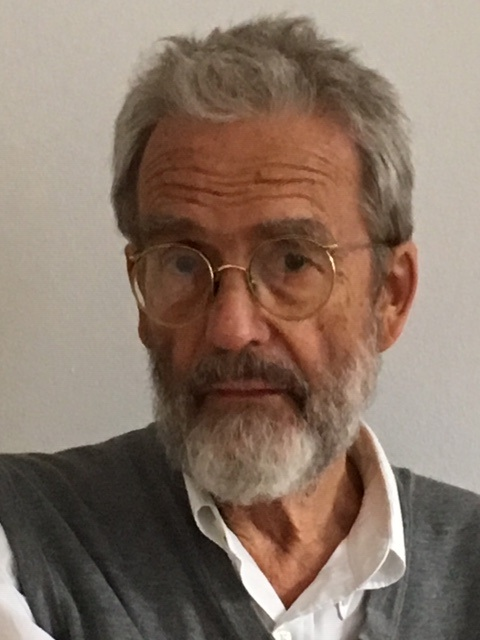
Friedrich Danielis, 2020

## Leben
Danielis war Autodidakt. Er zog 1955 nach Salzburg. Noch während seiner Schulzeit machte er die Bekanntschaft des Malers Julius Bissier und des Malerpaars Valerie und Eduard Bäumer, in deren Haus er zwei Jahre wohnte. 1963 brach er die Schule ab und arbeitete kurz in der Galerie Welz. Es folgten Aufenthalte in Wien, Berlin und London und erste Maleraufträge. Die erste Ausstellung in der Galerie Welz fand 1974 statt. Seit 1979 lebte er abwechselnd in New York, Venedig und Wien.
Er war korrespondierendes Mitglied der Wiener Secession seit 1970 und Mitglied des Österreichischen PEN.
Weitere Einzelausstellungen gab es unter anderem in Wien, Salzburg, Innsbruck, London, Rom, Venedig, Triest, Paris, Berlin, Duisburg, Darmstadt, Frankfurt ebenso in Mexiko und den USA.
Er war mit der Cellistin Susan Salm verheiratet.

## Werke
Seine Werke befinden sich in  öffentlichen Sammlungen, u. a. in Wien in der Albertina und im Wien Museum; im Rupertinum, Salzburg; im Museo Civico, Triest; im Lindenau-Museum, Altenburg und San Francisco Museum of Modern Art, Kalifornien.
Seine Malerbücher befinden sich u. a. in der Bayerischen Staatsbibliothek, die ihm auch eine große Ausstellung in der Schatzkammer widmete (2006); im Gutenberg-Museum, Mainz; in der Herzog August Bibliothek, Wolfenbüttel und der Bibliothek der Stadt Wien.
- Bühnenbilder, Kostüme und Masken für die Wiener Staatsoper[6] und die Wiener Kammeroper.
- Beiträge im „Wiener Journal“ über Kunst (von 1984 bis 2002), über die der Band „Leichter als Licht“ im Löcker Verlag 2012 erschienen ist.
- Opernlibretti („Donauergeschenk“) (1991) für Rainer Bischof[7] und („Doppler“) (2000) und ein Oratorientext („Die Befreiung“) (1989)[8] für Wolfgang Florey.
- Texte über Friedrich Danielis u. a. von Michael Guttenbrunner, Sigrid Löffler, Angelica Bäumer, Sabine Solf, Kristian Sotriffer, Gregor Martin Lechner, Julia M. Nauhaus, Helmuth A. Niederle.

### Kataloge (Auswahl)
- Friedrich Danielis. Mit Texten von Angelica Bäumer, Friedrich Danielis, Sigrid Löffler, Kristian Sotriffer und einem Gedicht von Michael Guttenbrunner. Edition Atelier, Wien 1994, ISBN 3-900379-95-5.
- Farbenspiele. Künstlerbücher von Friedrich Danielis. [Publikation zur gleichnamigen Ausstellung in der Bayerischen Staatsbibliothek, 15. März – 30. April 2006.] Bayerische Staatsbibliothek, München 2006, ISBN 3-9807702-7-3.
- Julia M. Nauhaus (Hrsg.): Venezianische Reflexionen. Eitemperabilder, Pastelle, Gouachen, Federzeichnungen und Malerbücher von Friedrich Danielis. [Publikation zur gleichnamigen Ausstellung im Lindenau-Museum, 11. Oktober 2014 – 4. Jänner 2015.] Lindenau-Museum, Altenburg 2014, ISBN 978-3-86104-111-5.
- Johann Berger (Hrsg.): Heimkehr in die Fremde. [Publikation zur gleichnamigen Ausstellung in der Galerie Gut Gasteil, 29. August – 1. November 2020.] Galerie Gut Gasteil, Prigglitz 2020.
- Salzburg Museum (Hrsg.), Verein Freunde Friedrich Danielis (Hrsg.): Friedrich Danielis – Sehen und Einsehen, Eine Werkmonographie, Residenzverlag, ISBN 978-3-70173636-2, 12. Mai 2025

### Publikationen (Auswahl)
- Das große Glück (und der Weg dorthin). Edition Atelier, Wien 1990, ISBN 3-900379-58-0.
- Das Donauergeschenk. Ritter Verlag, Klagenfurt 1994, ISBN 3-85415-133-0.
- Zu den Inseln der Glückseligkeiten. L’arcipelago delle delizie, Verlag Galerie Welz, Salzburg 2002, ISBN 978-3-85349-263-5.
- Leichter als Licht. Innenansichten über das Schöne, Löcker Verlag, Wien 2012, ISBN 978-3-85409-622-1.
- Bewegte Stille. Götterbesuche eines Sterblichen / Passing Through. an experiment . Löcker Verlag (edition pen Bd. 189), Wien 2021, ISBN 978-3-99098-078-1.